# Pfarrkirche Helpfau

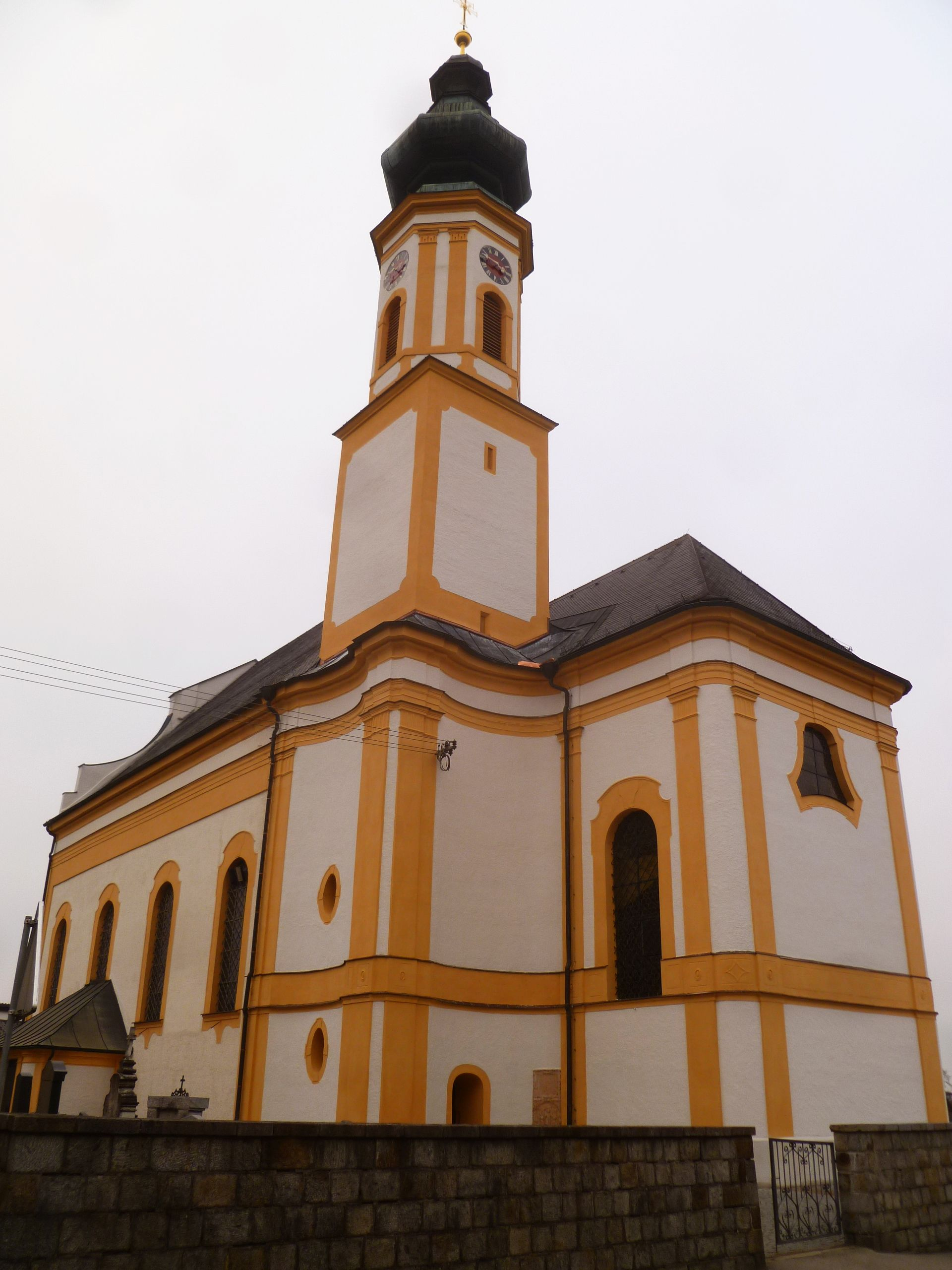
Katholische Pfarrkirche hl. Stephanus in Helpfau

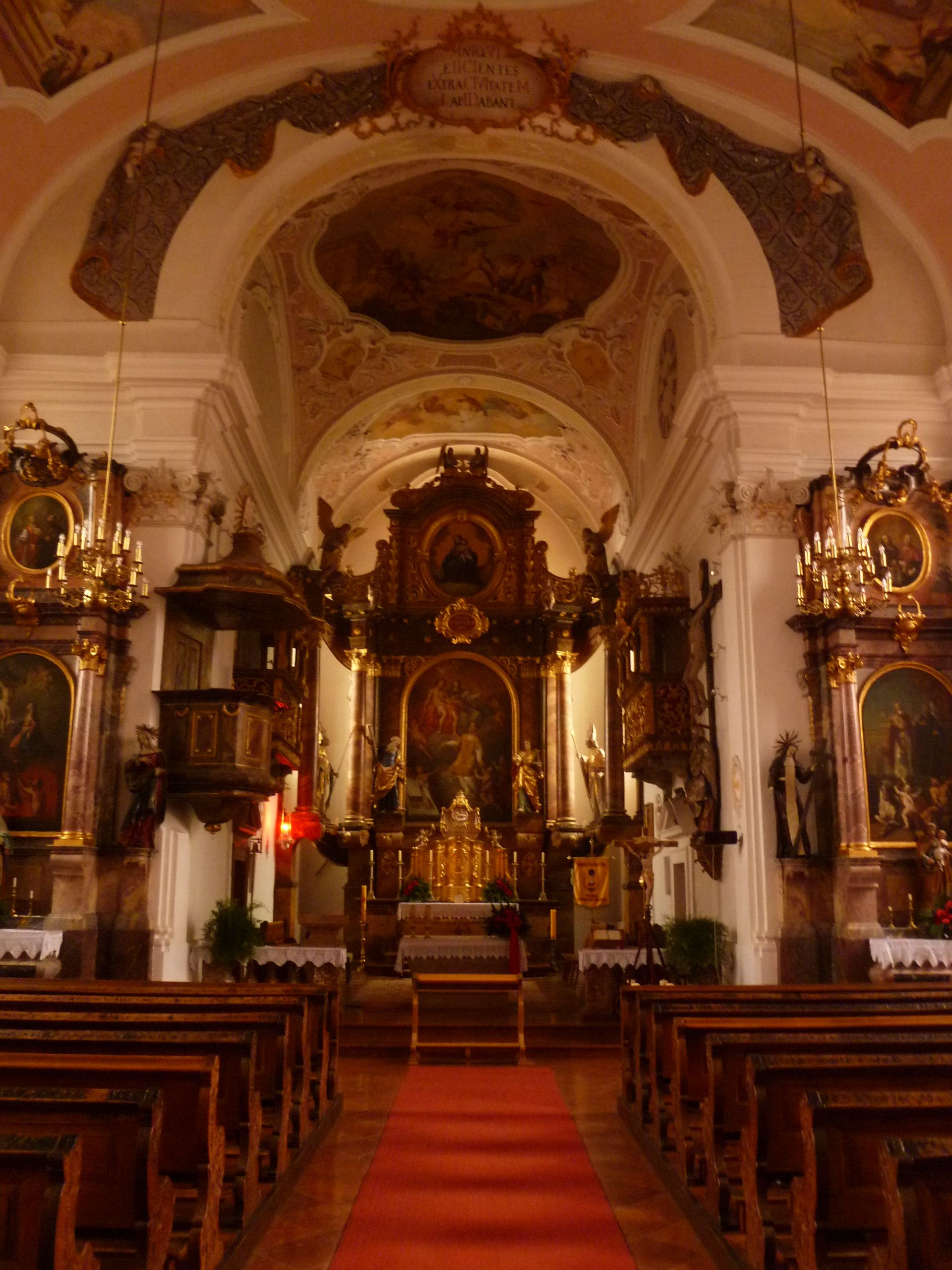
Langhaus, Blick zum Chor

Die Pfarrkirche Helpfau steht im Ort Helpfau in der Gemeinde Helpfau-Uttendorf im Bezirk Braunau am Inn in Oberösterreich. Die dem Patrozinium hl. Stephanus unterstellte römisch-katholische Pfarrkirche gehört zum Dekanat Mattighofen in der Diözese Linz. Die Kirche und der Friedhof stehen unter Denkmalschutz (Listeneintrag).

## Geschichte
Eine Kirche wurde 1224 urkundlich genannt. Die gotische Kirche wurde abgebrochen und ist im Kern des umgebauten Turms erhalten. Von 1724 bis 1735 wurde mit dem Burghauser Hofmaurermeister Johann Baptist Canta die Kirche neu erbaut. Ein Brand vernichtete 1775 die Einrichtung der Kirche. Von 1776 bis 1781 wurde der Kirchenbau mit dem Burghauser Baumeister Franz Anton Glonner wiederinstandgesetzt.

## Architektur
Das einschiffige vierjochige Langhaus hat Wandpfeiler mit gekuppelten Pilastern mit spätrokokoischen Stuckkapitellen, Korbbogengurten, und dazwischen böhmische Kappen. Die Westempore ist dreiachsig. Der Triumphbogen mit einem Stuckvorhang zeigt die Jahresangabe 1799. Der eingezogene Chor mit einem geraden Schluss hat Deckenstuck wohl vom ersten Bau aus 1735. Der Chor und das Langhaus zeigen Fresken mit Darstellungen der Stephanuslegende. Die Steinigung des Stephanus im Chor, gemalt von Johann Nepomuk della Croce, wurde 1891 bei einer Restauration verdorben und 1955 auf den ursprünglichen Zustand wiederhergestellt. Der Turm im südlichen Chorwinkel trägt einen Zwiebelhelm. Das Sakristeiportal aus Marmor zeigt die Jahresangabe 1712.

## Ausstattung
Der Hochaltar aus 1839 zeigt ein Altarblatt von Johann Nepomuk della Croce 1779.